# Filloa

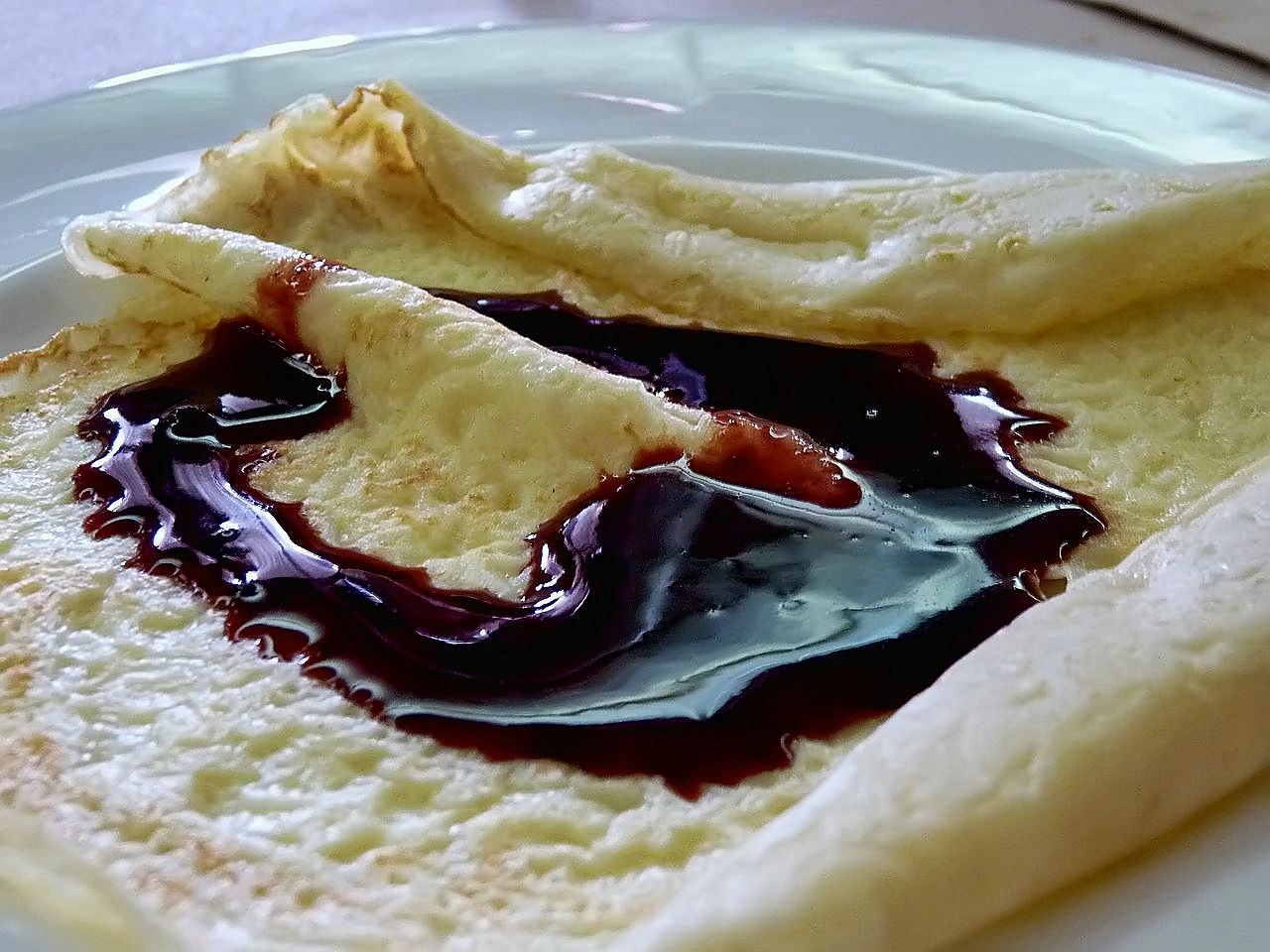
Filloas con mermelada de frambuesa.

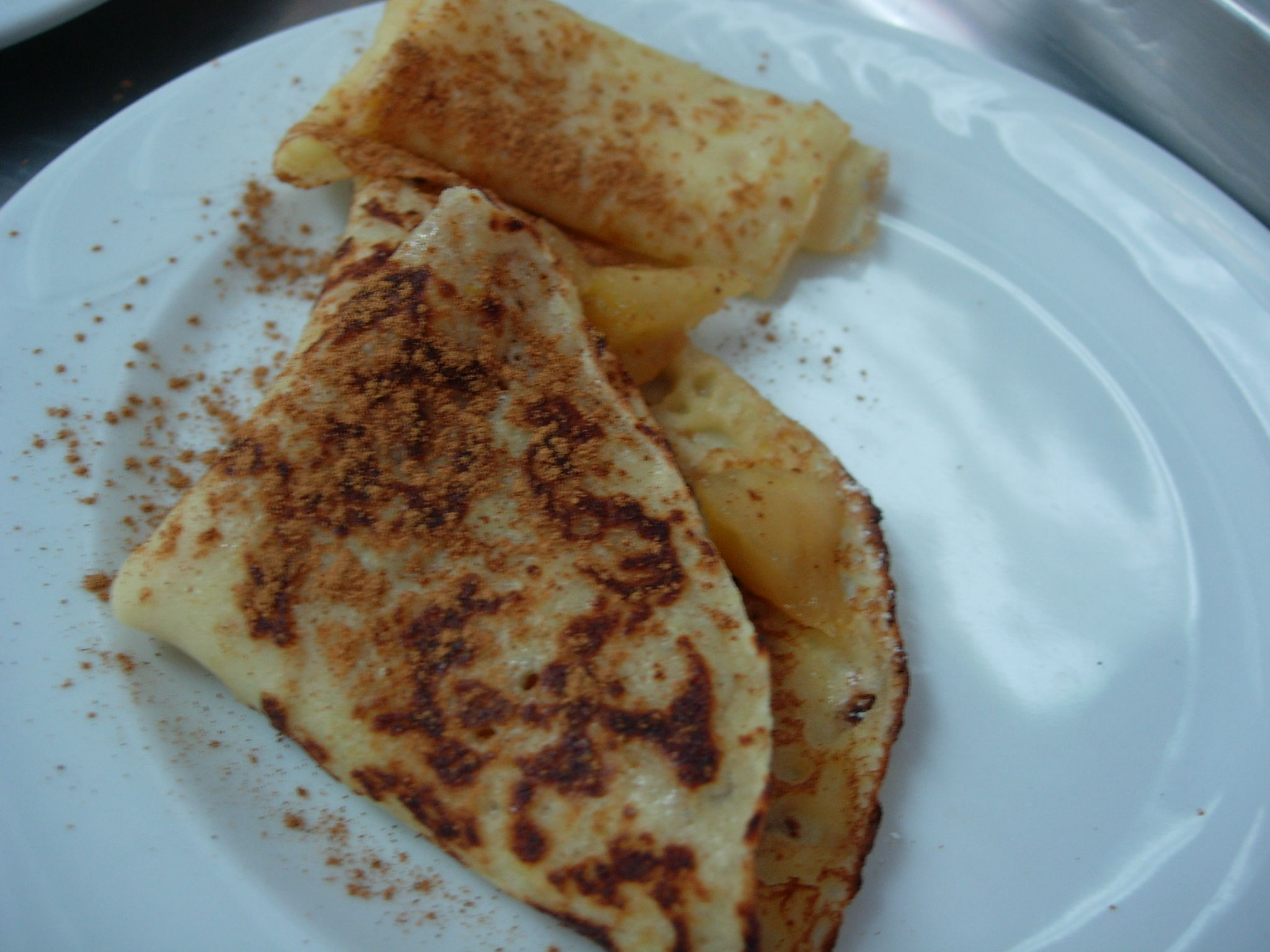
Filloas rellenas de compota de manzana.

La filloa, frilloa, afilloa, filloga o freixó es un tipo de fruta de sartén típico de Galicia, Asturias (llamados frixuelos) y León. Los ingredientes básicos son harina, huevos y agua, caldo o leche; tradicionalmente tocino, o puede ser sustituido por aceite, para freírlas y opcionalmente azúcar o miel.
En algunos lugares se denomina filloga a las morcillas dulces.

## Orígenes
Los primeros indicios de lo que con el tiempo sería conocido en este territorio como filloa o freixó llegan de la época romana. Algunas referencias hablan de una comida elaborada con agua, especias, miel, huevos y harina llamada phyllon. La palabra tiene origen griego, y significa lámina. De aquel producto nacen en diferentes partes de Europa con acceso a cereales productos similares, pero con muchas variantes en uso, ingredientes y apariencia. Se conoce como «pita» en Líbano y parte de África, «baklava» en Palestina, Siria, Grecia y Albania, «blini» en Rusia, «pasta filo» en la cocina oriental, «pancakes» en la cultura anglosajona, «crêpes» en Francia, «plattar» en Suecia, «crepe suzette» en Suiza, «tortitas» en México, «Pfannkuchen» en Alemania, panquecas en Venezuela y 
«panqueques» en Chile y Argentina. En Uruguay, se conoce como filloas (aporte de la inmigración gallega) a los "creps" con los que se preparan los panqueques de dulce de leche o los canelones (aporte de la inmigración italiana).
Aunque el más parecido a la filloa sea probablemente la crêpe de la Bretaña francesa, hay importantes diferencias. La primera es que la costumbre dicta consumir la filloa sola o como mucho con una crema dulce o mermelada, mientras en Francia la crêpe es una base para envolver toda clase de ingredientes y constituye un plato completo. Además, según el cocinero Miguel Vila“Las filloas se hacen con agua de caldo y el crep no; el crep lleva mantequilla salada y la filloa no”. Y también es importante destacar que para la filloa no se utiliza harina integral o de trigo sarraceno, lo que sí se hace con el crep.

## Preparación
En Galicia, Asturias y León son tantos sus nombres como las pequeñas variantes en su receta. En algunas zonas de la Costa de la Muerte se le denomina fullado, en otras feixó o fisuelu (en Laciana se denomina feixolada a un dulce semejante a la leche frita), y en Bayona, marrucho. En la zona interior de La Estrada, se denominan freixós a las filloas gruesas, de más de 3 mm, que se acompañan de panceta frita, rixons como alimentación de apoyo en invierno, y no son considerados postres. En la zona de Puentes de García Rodríguez la denominación general es freixó, mientras que «filloa» se aplica únicamente a las elaboradas con sangre.
La filloa se elabora como postre en buena parte de Galicia, con agua o en tiempos de más bonanza leche, huevos y harina; el azúcar es opcional, y especialmente en restauración presentadas cubiertas de miel. En otros lugares, lo tradicional es la filloa salada, elaborada con caldo de lacón o carnes, y se toma como acompañamiento al cocido y otras comidas. Modernamente las dulces pueden encontrarse rellenas con cremas dulces como membrillo, chocolate o castañas cocidas.
También son diferentes los utensilios para elaborar las filloas. La filloa á pedra se elabora sobre una piedra plana y caliente, y tiene tradición en casi toda Galicia, en competencia con las preparadas en filloeiras, planchas de hierro fundido que suelen tener varios círculos para hacer varias filloas a la vez y aligerar la tarea. De forma más moderna se usan sartenes o tixolas. El elemento común a todas las formas de elaboración es el untado del recipiente con tocino cada pocas filloas.
Aunque pueden encontrarse en restaurantes durante todo el año, la época tradicional para su elaboración se inicia con la matanza, en los meses de otoño e invierno, fechas en que tiene especial fuerza las filloas de sangre de cerdo, a las que se les mezclan especias e incluso uvas pasas. En algunos lugares se sirven enrolladas con miel en su interior. La otra época tradicional es el carnaval, en que priman las filloas dulces o saladas según la zona, como postre o acompañamiento del tradicional cocido de lacón.
En el municipio coruñés de La Baña se celebra la única Festa das Filloas da Pedra desde 1990 y en el de Lestedo (Boqueijón) la Fiesta de la filloa de filloeiro de ferro o de tixola para la exaltación de este producto desde 1984. Otros lugares que celebran fiestas gastronómicas alrededor de este producto son Sada, Cospeito, Cotobad, El Barco de Valdeorras y Orense.